# تيفولي

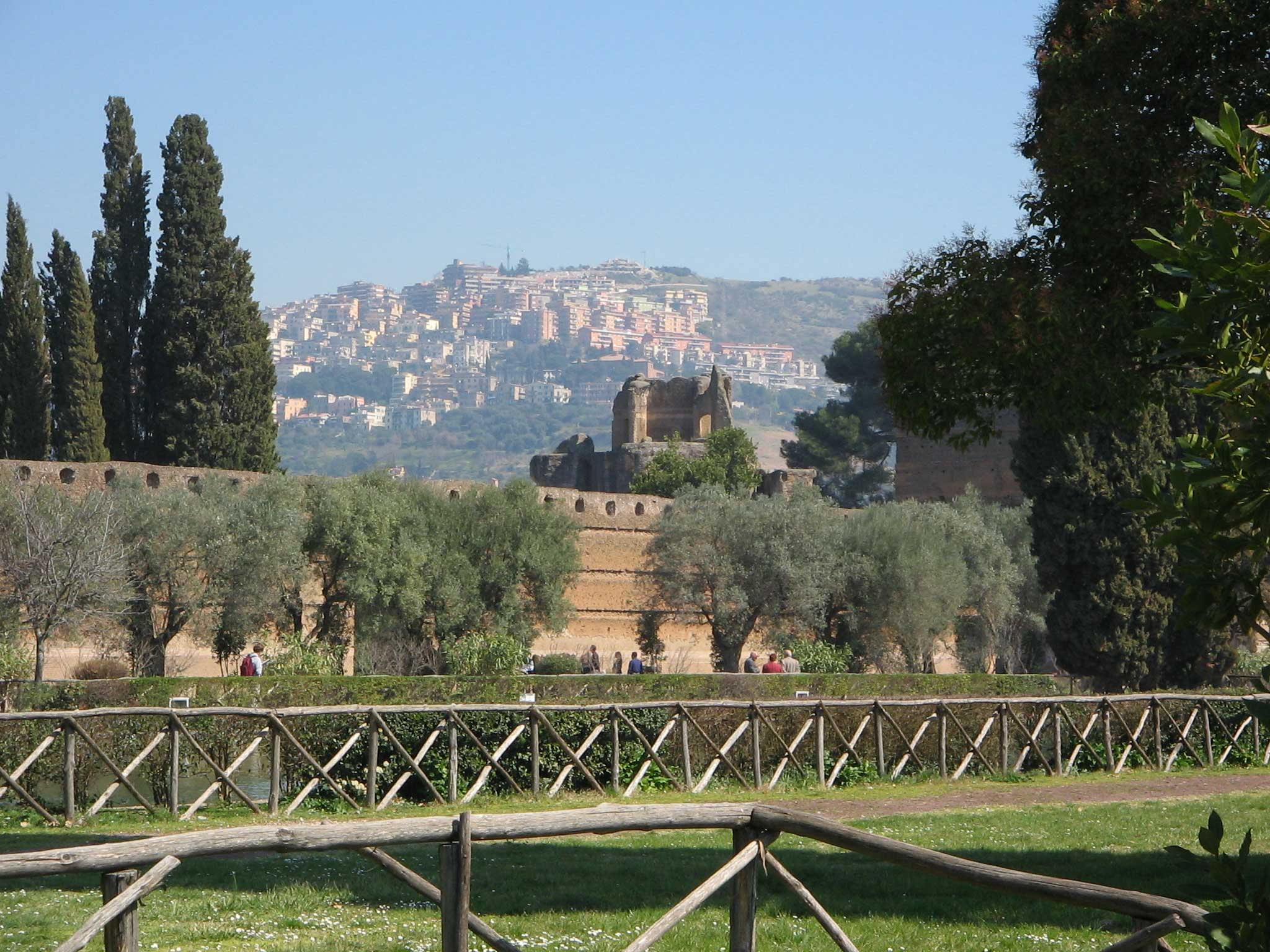
المدينة الحديثة - فيلا أدريانا

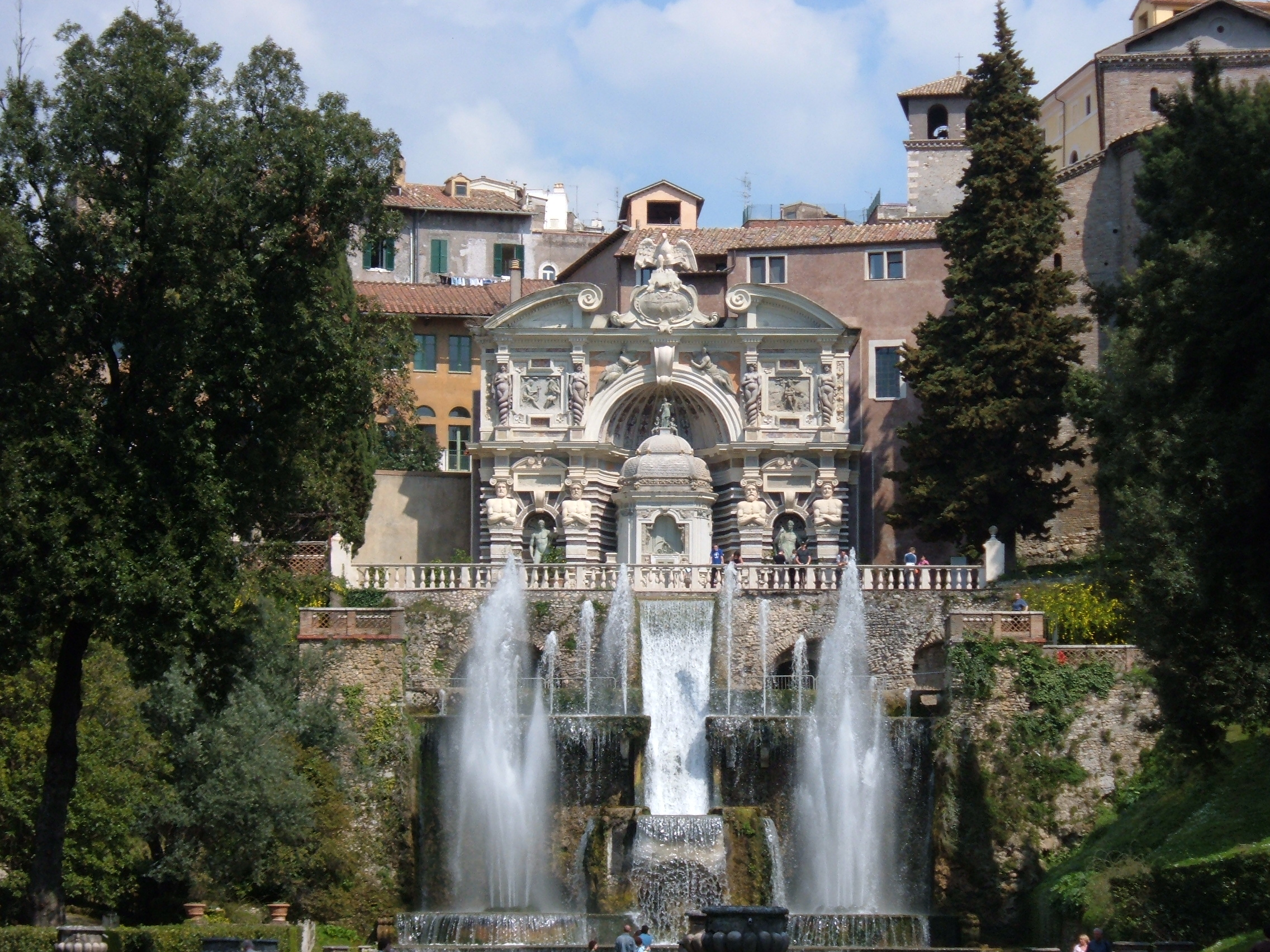
فيلا الشرق

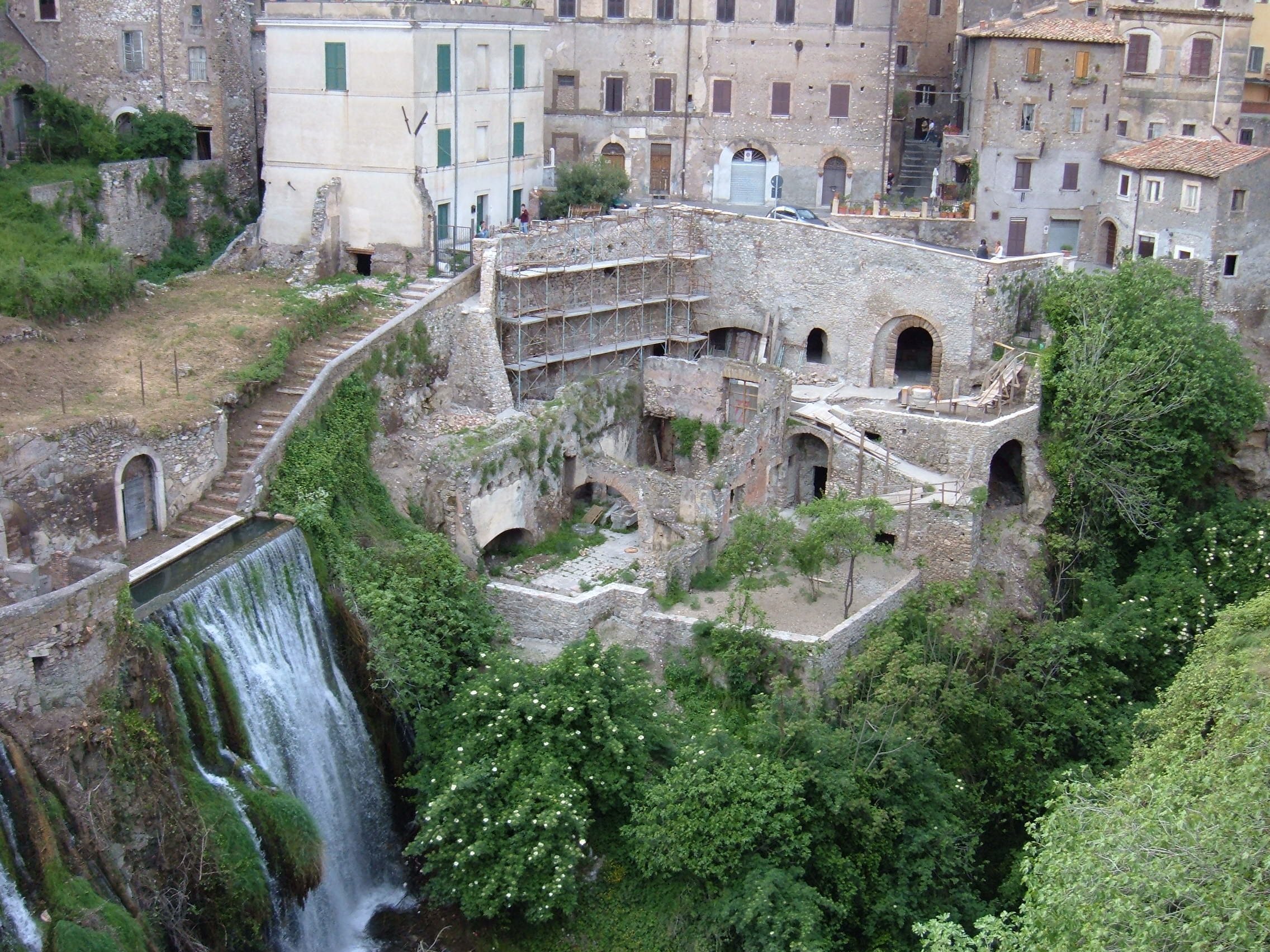
فيلا مانليو فوبيسكو

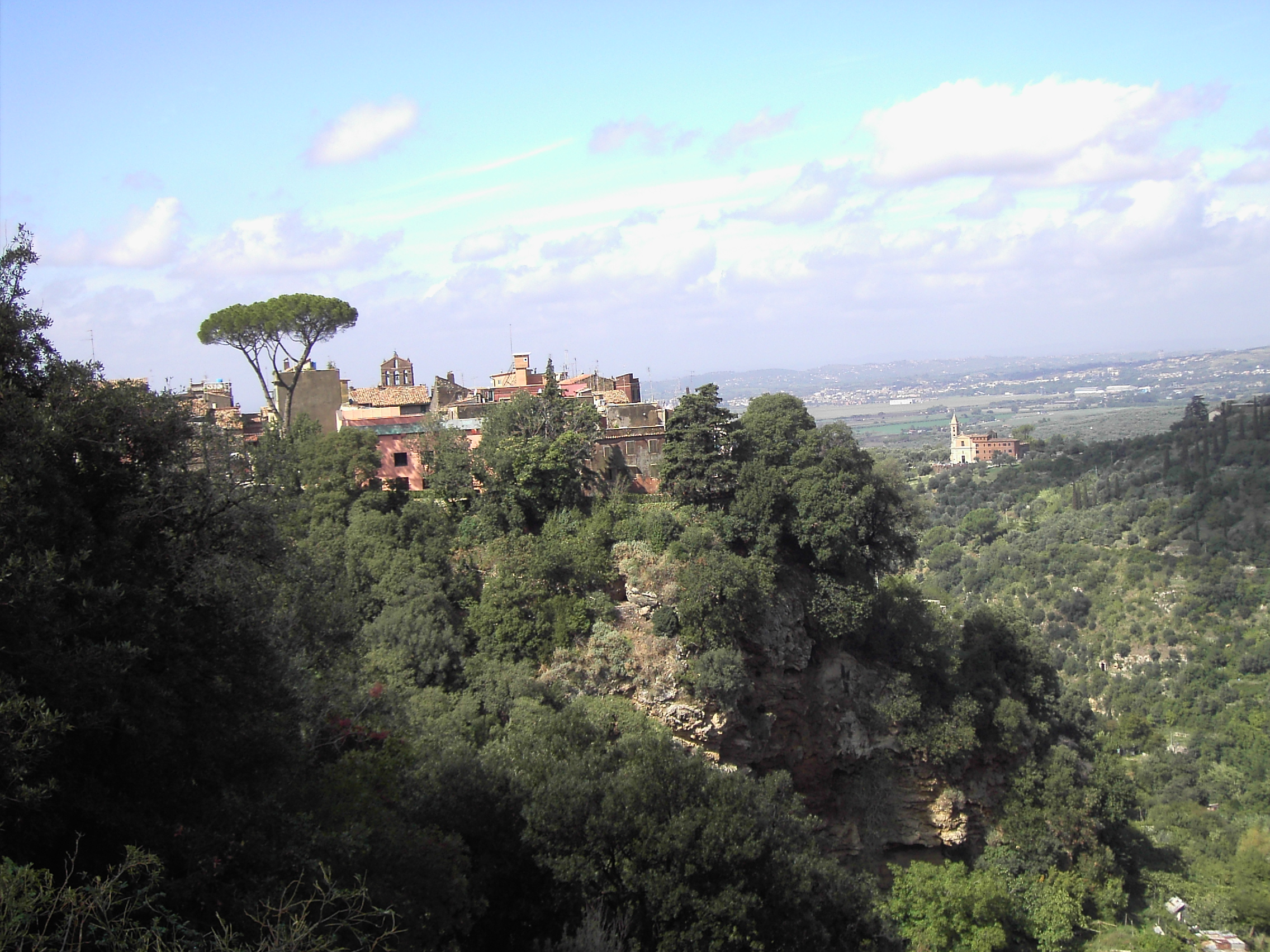
المدينة القديمة

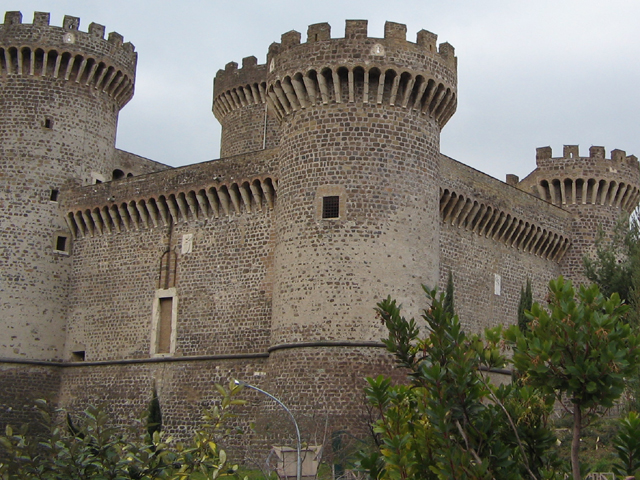
حصن بيا

تَوْذُر أو تيفولي (بالإيطالية: Tivoli)‏ مدينة إيطالية عريقة في مقاطعة روما بإقليم لاتسيو وتقع 30 كم شرق العاصمة على نهر أنييني، اسمها القديم Tibur عدد سكانها 51.309 نسمة.

## المناخ
يظهر الجدول التالي التغييرات المناخية على مدار السنة لتيفولي:
| البيانات المناخية لـتيفولي        | البيانات المناخية لـتيفولي | البيانات المناخية لـتيفولي | البيانات المناخية لـتيفولي | البيانات المناخية لـتيفولي | البيانات المناخية لـتيفولي | البيانات المناخية لـتيفولي | البيانات المناخية لـتيفولي | البيانات المناخية لـتيفولي | البيانات المناخية لـتيفولي | البيانات المناخية لـتيفولي | البيانات المناخية لـتيفولي | البيانات المناخية لـتيفولي | البيانات المناخية لـتيفولي |
| الشهر                             | يناير                      | فبراير                     | مارس                       | أبريل                      | مايو                       | يونيو                      | يوليو                      | أغسطس                      | سبتمبر                     | أكتوبر                     | نوفمبر                     | ديسمبر                     | المعدل السنوي              |
| --------------------------------- | -------------------------- | -------------------------- | -------------------------- | -------------------------- | -------------------------- | -------------------------- | -------------------------- | -------------------------- | -------------------------- | -------------------------- | -------------------------- | -------------------------- | -------------------------- |
| متوسط درجة الحرارة الكبرى °م (°ف) | 12.3 (54.1)                | 13.8 (56.8)                | 16.0 (60.8)                | 19.1 (66.4)                | 23.6 (74.5)                | 27.8 (82.0)                | 31.6 (88.9)                | 31.3 (88.3)                | 27.6 (81.7)                | 22.5 (72.5)                | 16.9 (62.4)                | 13.3 (55.9)                | 21.3 (70.4)                |
| متوسط درجة الحرارة الصغرى °م (°ف) | 1.9 (35.4)                 | 2.9 (37.2)                 | 4.5 (40.1)                 | 7.0 (44.6)                 | 10.4 (50.7)                | 14.0 (57.2)                | 16.4 (61.5)                | 16.6 (61.9)                | 14.1 (57.4)                | 10.2 (50.4)                | 6.2 (43.2)                 | 3.2 (37.8)                 | 8.9 (48.1)                 |
| الهطول مم (إنش)                   | 74 (2.9)                   | 74 (2.9)                   | 61 (2.4)                   | 66 (2.6)                   | 56 (2.2)                   | 43 (1.7)                   | 28 (1.1)                   | 46 (1.8)                   | 71 (2.8)                   | 89 (3.5)                   | 100 (4.1)                  | 86 (3.4)                   | 800 (31.4)                 |
| المصدر:                           |                            |                            |                            |                            |                            |                            |                            |                            |                            |                            |                            |                            |                            |

## السكان
في سنة 1871 بلغ عدد السكان 7٬449 نسمة، وتطور العدد ليصل في سنة 2011 لـ 52٬910 نسمة.
يظهر هذا المخطط البياني تطور النمو السكاني لـ تيفولي

## توأمة
لتيفولي اتفاقيات توأمة مع:
- فوكشاني

## أعلام
- ميا مارتيني
- أفلاطون تيبورتينوس
- جوليو كاتشيني
- ماسيمو دي سانتيس
- انتونيو روساتي
- زنوبيا
- كريستوفورو مادروتسو
- إيجين الثالث
- كريستيان هولم
- انجيلو إنفانتي